# Igreja do Convento de Santa Clara (Vila do Conde)
A Igreja do Convento de Santa Clara (séc. XIV-XVI) é um templo católico localizado na cidade de Vila do Conde, Distrito do Porto, em Portugal.
Este templo pertenceu ao Convento de Santa Clara (Vila do Conde), um convento feminino instituído em 1318 e extinto no século XIX. Das edificações primitivas resta a igreja gotico-manuelina, classificada como Monumento Nacional (Decreto de 16-06-1910, DG n.º 136 de 23 junho 1910).

## Historial / Características

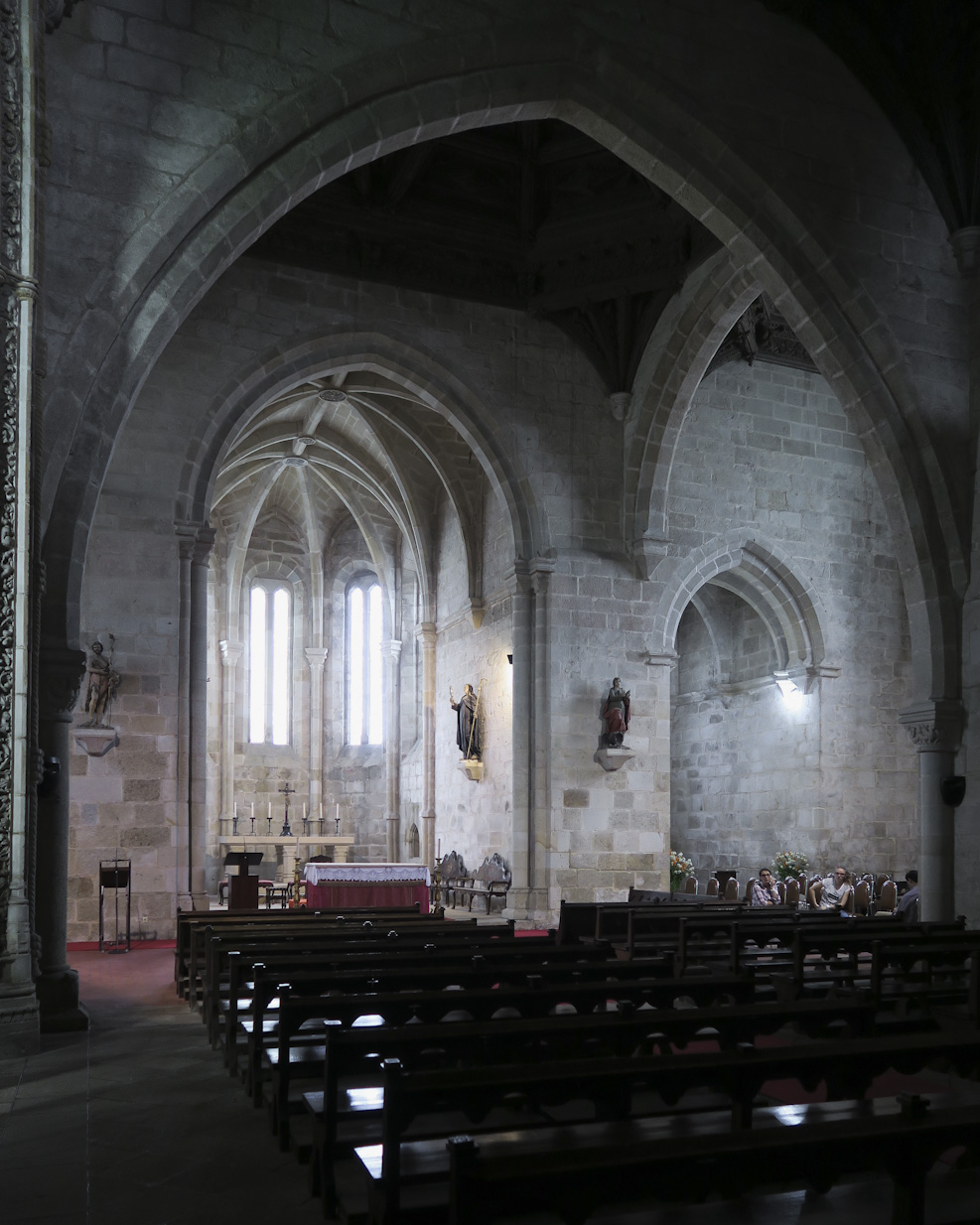
Interior da igreja

A Igreja do Convento de Santa Clara foi mandada edificar em 1318 por D. Afonso Sanches, filho bastardo de Dinis I de Portugal, e sua esposa, D. Teresa Martins. É um templo fundamental do Gótico português a Norte do Douro. A construção prolongou-se pelos séculos subsequentes, conjugando, para além dos estilos gótico e manuelino, elementos barrocos e rococó. Entre outras adições à edificação trecentista ocorridas ao longo dos tempos, destaque-se a Capela dos Fundadores, a que se acede através de um arco ogival com duas arquivoltas decoradas e que acolhe os túmulos dos fundadores, bem como o coro-alto, ambos do século XVI; o cadeiral do coro-baixo e o órgão junto ao coro-alto, do século XVIII; etc..
Esta igreja conventual apresenta planta de cruz latina composta por nave única coberta por tetos de madeira com caixotões, transepto de grandes dimensões e cabeceira com três capelas abobadadas, iluminadas por frestas altas. A austeridade e monumentalidade exteriores lembram, de algum modo, os primeiros exemplos de arquitetura mendicante clarissa do país. A cabeceira, poligonal, é ritmada por botaréus que reforçam tanto os flancos da abside como dos absidíolos; na fachada a poente destaca-se uma grande rosácea, pertencente à construção medieval, tendo o portal ogival sido removido. A entrada no templo realiza-se através de um portal lateral localizado na fachada norte. O exterior da igreja apresenta coroamento de ameias com função meramente decorativa.
Do lado do Evangelho localiza-se a Capela dos Fundadores (ou de Nossa Senhora da Conceição). Coberta por abóbada de nervuras e iluminada por janelão com adornos manuelinos, é aí que se dispõem as arcas tumulares de D. Afonso Sanches e D. Teresa Martins de Meneses, ambas meticulosamente esculpidas em todas as faces com representações de cenas bíblicas e apresentando tampas com jacentes; estas são consideradas "das mais impressionantes obras de tumulária manuelina, saídas da oficina de Diogo Pires-o-Moço". Esta capela alberga ainda dois pequenos sarcófagos dos filhos dos fundadores. No transepto encontram-se duas arcas tumulares: a de Beatriz de Portugal, filha de D.Nuno Álvares Pereira, do lado do Evangelho e decorada com motivos heráldicos; e a de D. Fernando de Meneses e sua mulher, D. Brites de Andrade, senhores de Cantanhede, descendentes dos fundadores, do lado da Epístola (este túmulo, duplo, segue o modelo do túmulo de D. João I e D. Filipa de Lencastre no Mosteiro da Batalha).

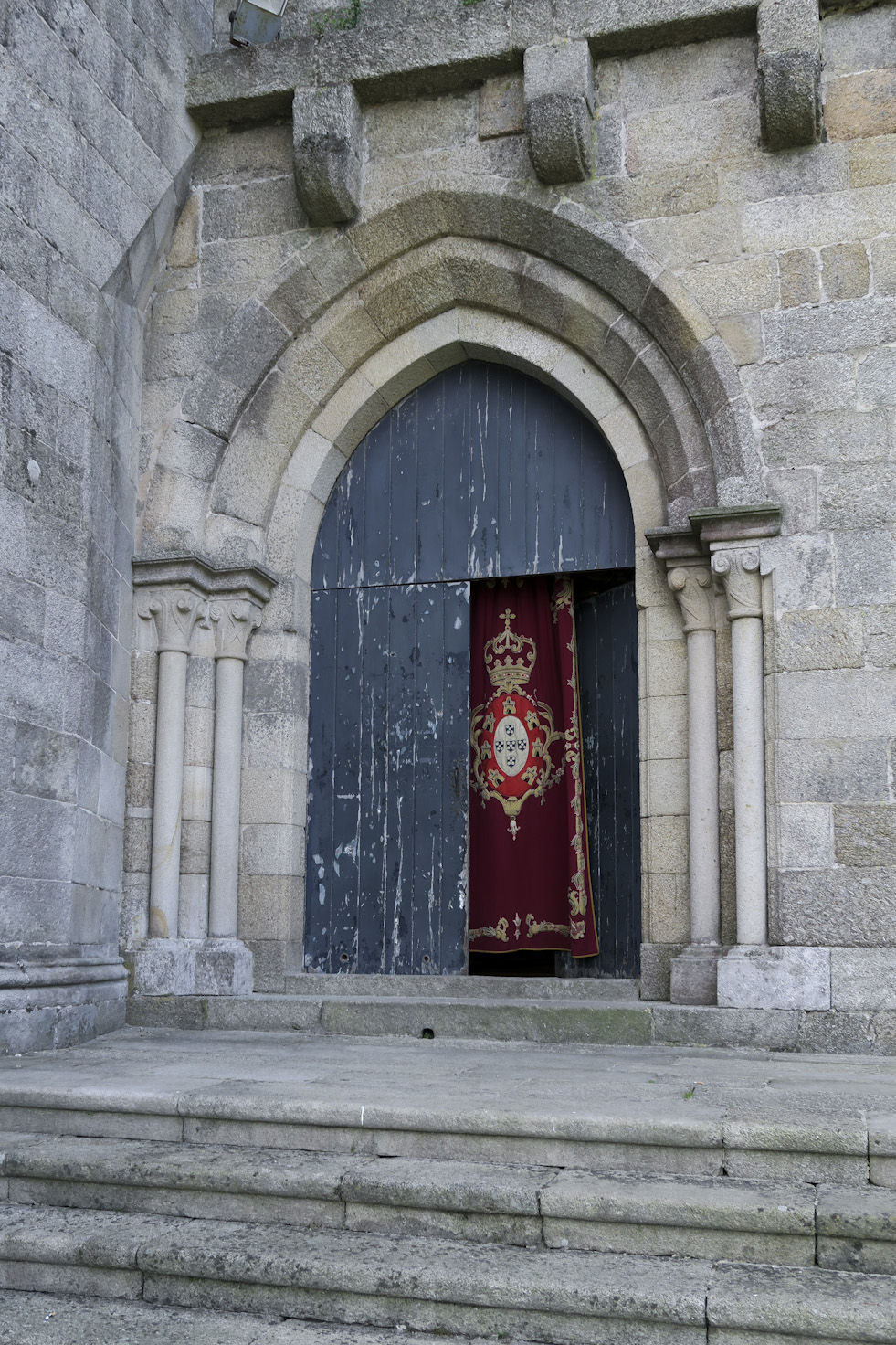
Portal da Igreja
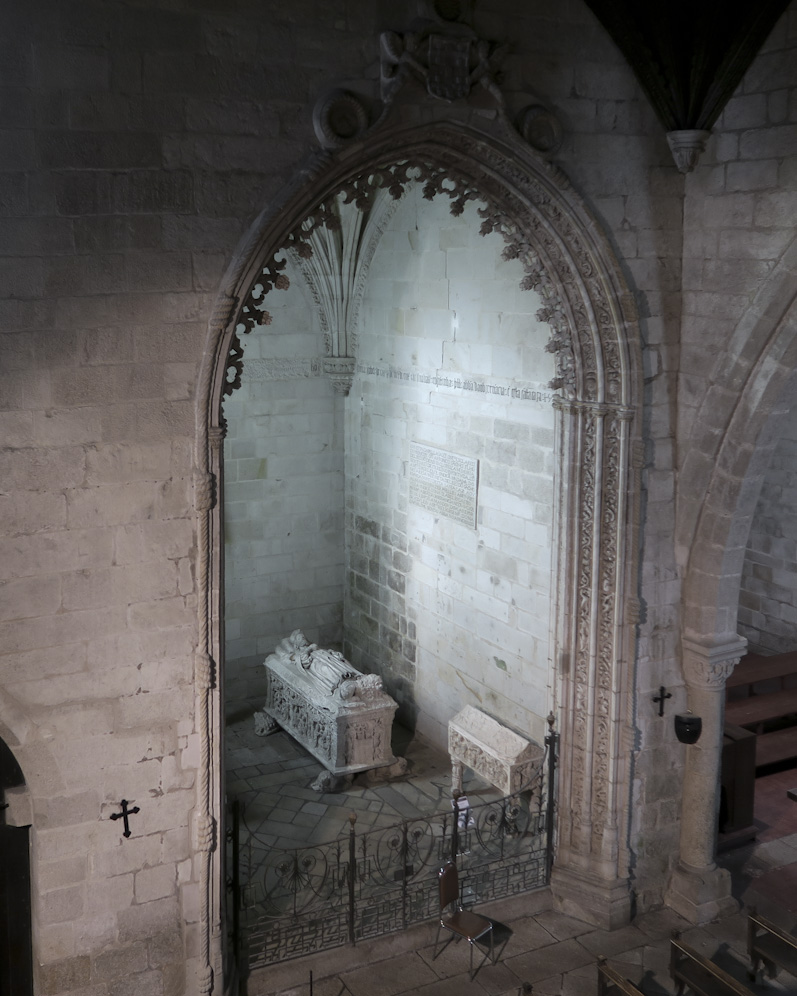
Capela dos Fundadores
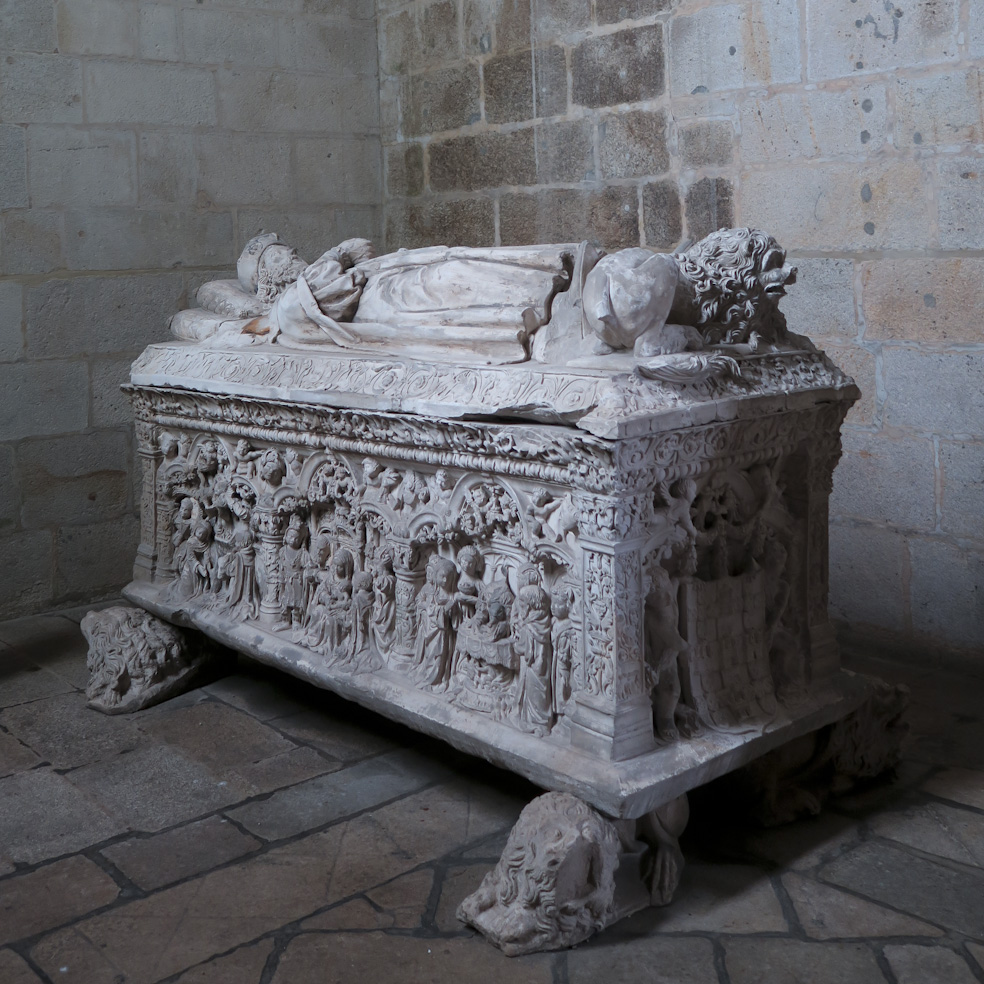
Túmulo de D. Afonso Sanches
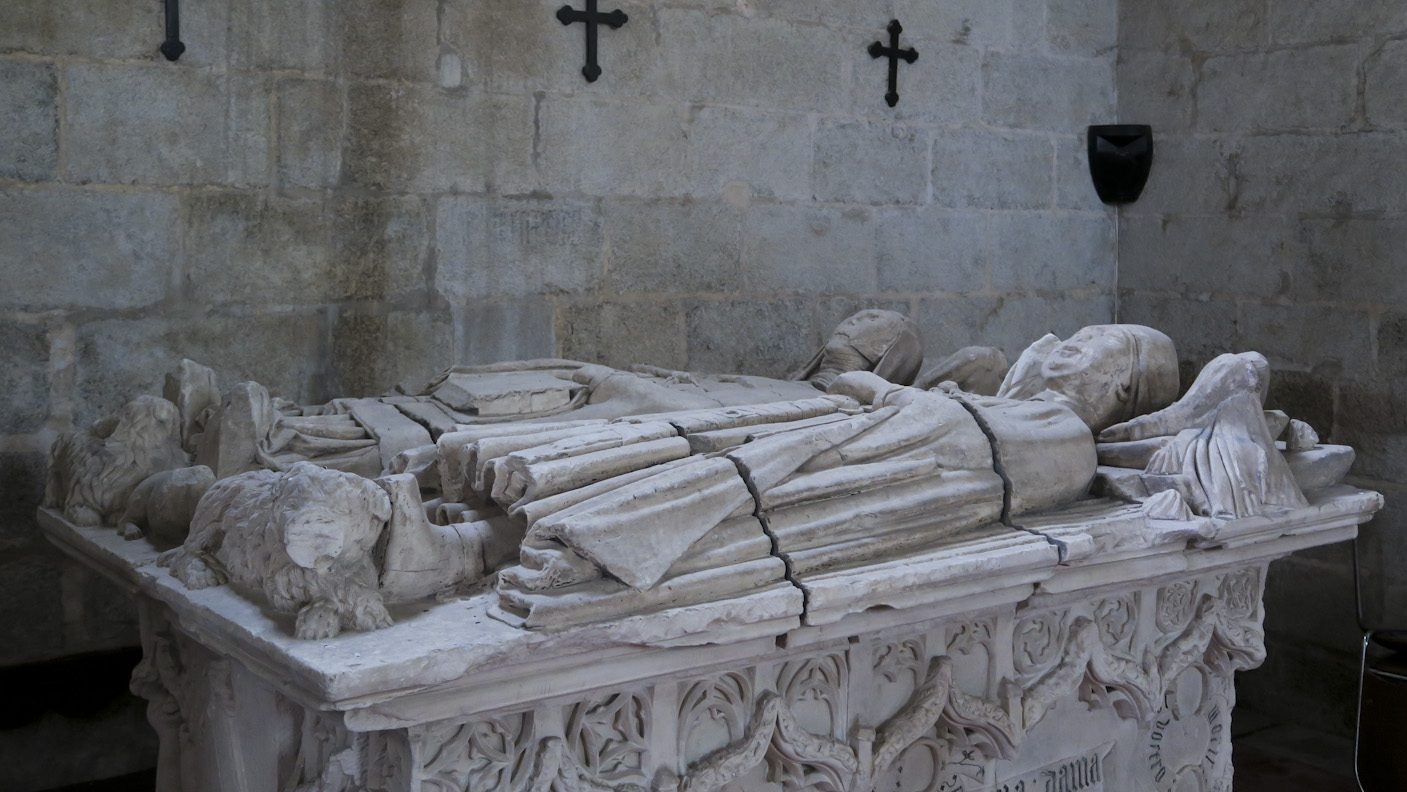
Túmulo de D. Fernando de Meneses e D. Brites de Andrade
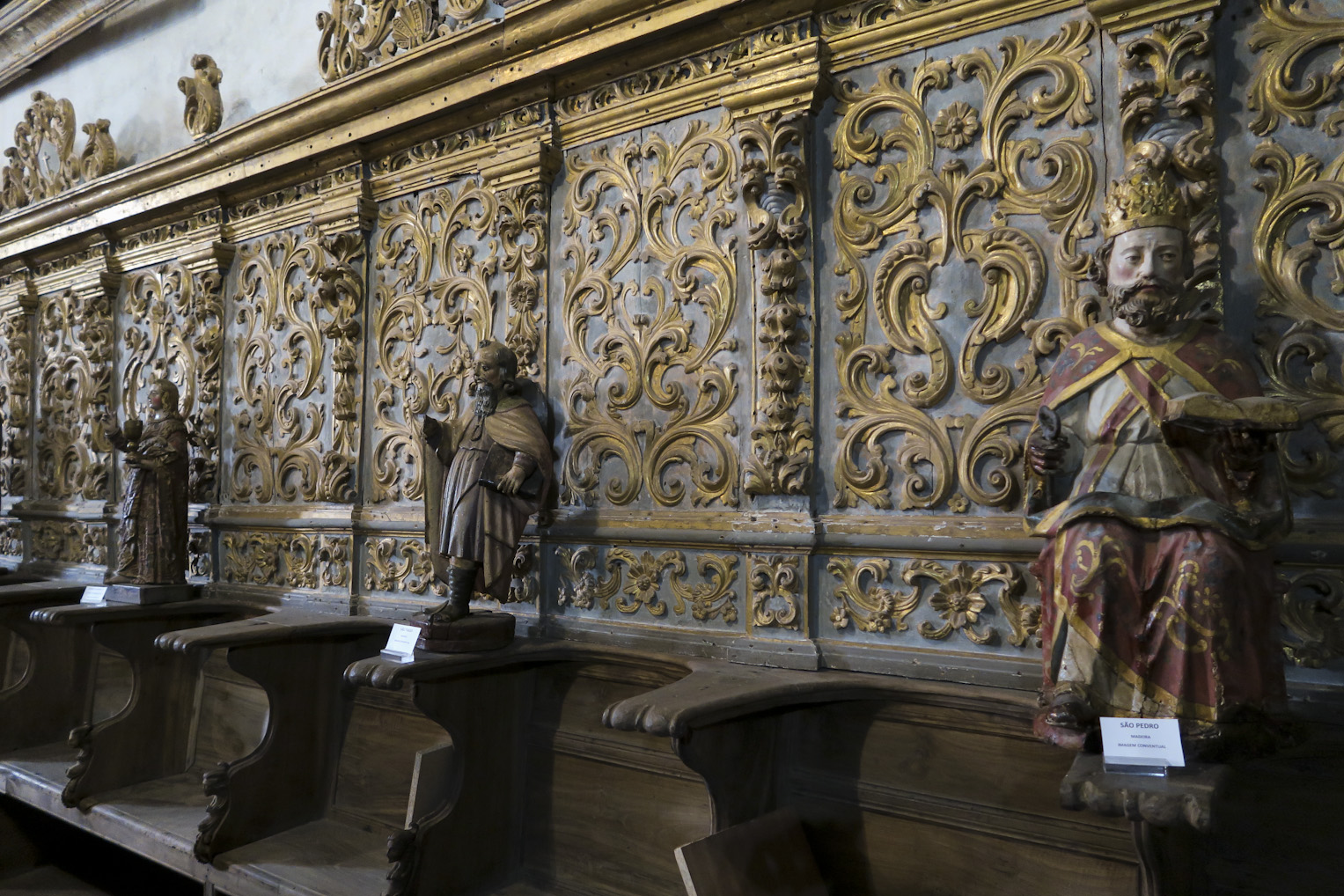
Cadeiral (coro-baixo)
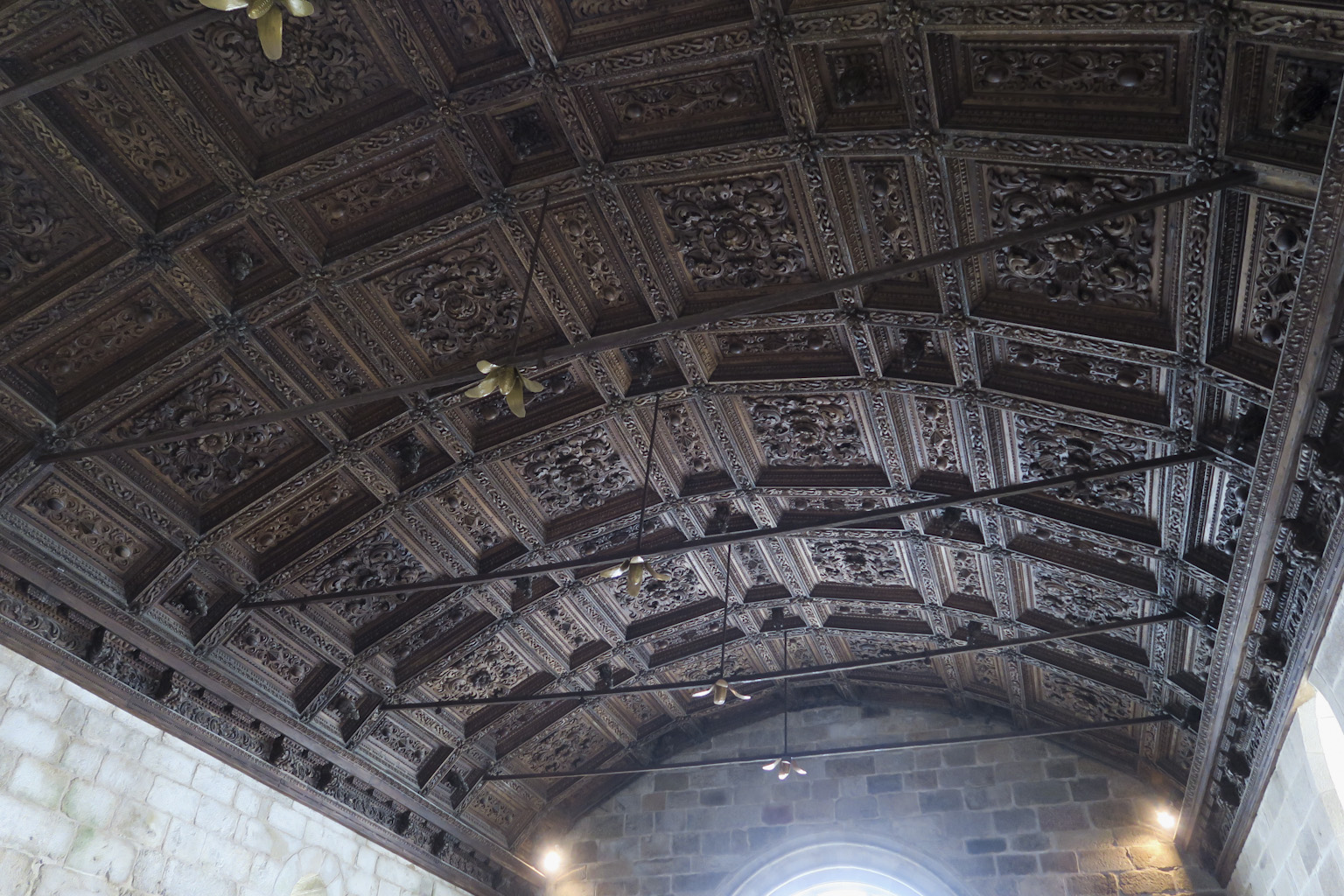
Teto (coro-alto)